# 간세이 3충신
간세이 3충신(일본어: 寛政の三忠臣 간세이노산추신[*])은 일본 에도 시대 간세이 연간에 막부에서 활약한 세 명의 로주를 가리키는 말이다.
- 마쓰다이라 사다노부
- 혼다 다다카즈
- 가노 히사노리

## 같이 보기
- 간세이 3기인
- 간세이 3박사
- 일본 3충신